# Вокзал Марии Самбрано
Вокзал имени Марии Самбрано в Малаге (исп. Estación de Málaga-María Zambrano) — центральный железнодорожный вокзал столицы андалусской провинции. Принадлежит компании Adif и обслуживается поездами RENFE. Расположен к юго-западу от исторического центра города. Состоит из наземного тупикового вокзала и подземной сквозной станции пригородных поездов Cercanías. Вокзал обслуживает 4,5 млн пассажиров в год и является вторым по значимости железнодорожным вокзалом Андалусии после севильского вокзала Санта-Хуста. В здании вокзала работает торговый центр.
Торжественное открытие первого железнодорожного вокзала в Малаге, получившего название Малага-Термино, состоялось в 1862 году в присутствии королевы Изабеллы II. Масштабная реконструкция железнодорожного вокзала была проведена в 2005—2007 годах в рамках подготовки к запуску участка скоростной линии AVE Кордова—Малага, связавшего Малагу с Мадридом. После реконструкции вокзал получил имя уроженки Малаги, философа и писательницы Марии Самбрано.